# Holzanisotropie
Holzanisotropie beschreibt die Richtungsabhängigkeit der Eigenschaften im Werkstoff Holz. Bei Holz wird zwischen drei anatomischen Hauptrichtungen unterschieden. Diese Hauptrichtungen sind wuchsbedingt und haben einen signifikanten Einfluss auf mechanische Eigenschaften, das Quell- und Schwindverhalten sowie die elektrische und akustische Leitfähigkeit.

## Wesentliche Einflussfaktoren

Anatomische Hauptrichtungen

Holz ist ein natürlich gewachsener organischer Werkstoff. Vereinfacht kann er als inhomogenes, orthotrophes Material mit drei Hauptachsen bezeichnet werden. Die Eigenschaften verschiedener Holzarten unterscheiden sich stark. Aber auch die Eigenschaften innerhalb einer Holzart sind sehr variabel. Die Einflussfaktoren auf die Struktur und somit auf die Eigenschaften sind vielfältig. Sie sind z. B. abhängig von Baumart, Standort, Wuchsbedingungen, Alter und der Vorgeschichte eines Baumes. Neben typischen Wuchsmerkmalen wie z. B. Rohdichte, Faserlänge und Fibrillenwinkel der Zellulosefibrillen in der Zellwand gibt es auch sogenannte Holzfehler die einen Einfluss auf die Anisotropie haben. Solche Holzfehler sind beispielsweise Reaktionsholz, Faserabweichungen und exzentrischer Wuchs. Eigenschaften, bei denen sich Holz anisotrop verhält, sind Elastizitäten, Festigkeiten, elektrische Leitfähigkeit, akustische Eigenschaften, Härte, Quell- und Schwindverhalten. Holz ist zudem ein hygroskopisches Material, es kann Wasser aufnehmen und abgeben. Die Eigenschaften des Werkstoffes hängen stark von der Holzfeuchte ab. Der Grad der Holzfeuchte kann den anisotropen Charakter des Werkstoffes beeinflussen und verstärken.

### Anatomische Hauptrichtungen
Holz wird stark vereinfacht in drei Hauptrichtungen eingeteilt. Diese sind „longitudinal“ entlang der Achse des Stammes (parallel zur Faser), „radial“ in 90° zur Jahrringlage und „tangential“ als Tangente entlang der Jahrringe ausgerichtet. Dabei wird die Neigung zwischen den Jahrringen meist nicht berücksichtigt. Diese Schnittrichtungen beeinflussen die Eigenschaften des Werkstoffes maßgeblich.

## Beeinflusste Eigenschaften

### Quell- und Schwindverhalten

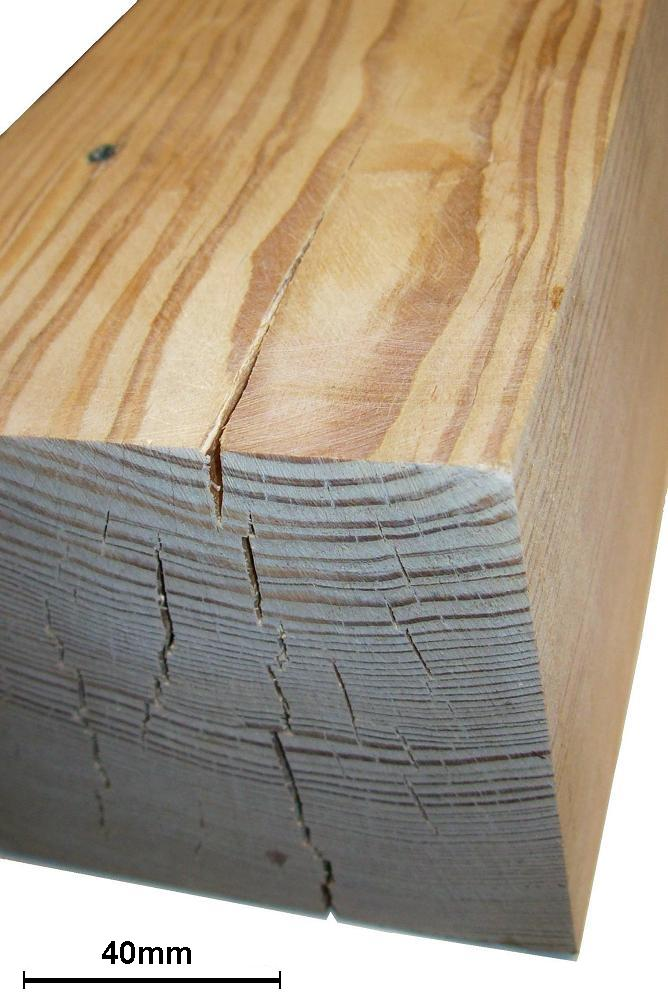
Trocknungsrisse aufgrund anisotropen Schwindens

Bei Feuchteänderungen innerhalb des hygroskopischen Bereichs kommt es zu Dimensionsänderungen. Dabei quillt das Holz bei Wasseraufnahme und schwindet bei Wasserabgabe. Dieses Quell- und Schwindverhalten ist holzartenabhängig und unterscheidet sich signifikant in den drei anatomischen Hauptrichtungen. Während die maximale Änderung in Faserrichtung bei 0,1 bis 0,6 Prozent liegt, ist die Änderung in Radialrichtung 10- bis 20-mal und in Tangentialrichtung 15- bis 30-mal so stark wie in Faserrichtung.
Hölzer, die im konstruktiven Bereich Einsatz finden, werden in der Regel kammergetrocknet. Bei diesem Trocknungsprozess kommt es, bedingt durch das anisotrope Schwinden des Werkstoffs, zu Spannungen im Holz. Diese Spannungen können bei unsachgemäßer Trocknung zu Rissen und weiteren Trocknungsfehlern führen. Um Mängeln im Holz und Möbelbau vorzubeugen, müssen Einbaufeuchte sowie konstruktive Maßnahmen berücksichtigt werden, die dem anisotropen Verhalten gerecht werden.
Holzwerkstoffe stellen eine Möglichkeit dar, die anisotrope Dimensionsänderung des Holzes zu egalisieren. Dabei entstehen Holzwerkstoffe durch Zerlegen des Holzes und anschließendes geeignetes Zusammensetzen der entstandenen Teile. So werden beispielsweise bei Furniersperrhölzern Furnierlagen kreuzweise miteinander verleimt. Dabei hindert die Faser in Längsrichtung einer Furnierlage die Fasern in Querrichtung der benachbarten Furnierlage am Quellen bzw. Schwinden.

### Wärmeausdehnung
Im Vergleich zum Quell- und Schwindverhalten ist die Wärmeausdehnung verhältnismäßig gering. Bei Fußbodenbelägen in Kombination mit Fußbodenheizung kann dieses Verhalten jedoch relevant sein, da es sich um große Flächen handelt. Die Wärmeausdehnung bei Vollholz beträgt je nach Holzart parallel zur Faser (3,15 bis 4) *10−6 m/(m*K) und senkrecht zur Faser (16 bis 40) *10−6 m/(m*K).

### Wasseraufnahme
Durch Kapillarkräfte kann Holz flüssiges Wasser aufnehmen. Die Geschwindigkeit der Wasseraufnahme ist dabei in Faserrichtung deutlich höher als senkrecht dazu. Grund hierfür ist die Ausrichtung der Kapillaren entlang der Wuchsrichtung. Im lebenden Baum werden die Gefäße zum Wasser- und Stofftransport zwischen Wurzel und Krone genutzt. Senkrecht zur Faser existieren deutlich weniger kapillare Strukturen.

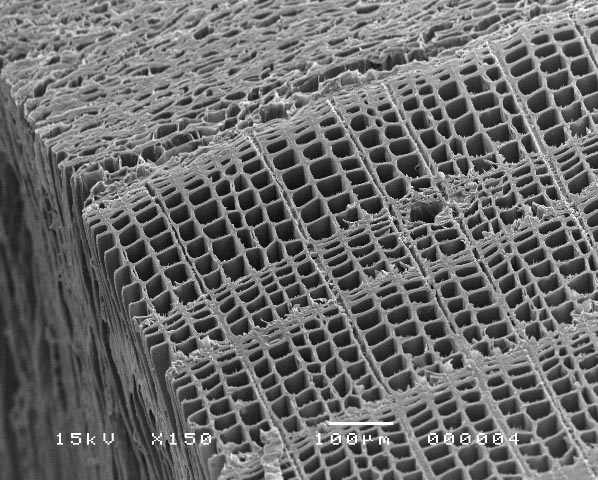
Ausrichtung der Kapillaren in axialer Richtung (Picea Abies)

### Akustische Leitfähigkeit
Neben Rohdichte und Faserlänge hat die Schnittrichtung einen wesentlichen Einfluss auf die Schallgeschwindigkeit im Holz. Während die Schallgeschwindigkeit parallel zur Faser 4800 bis 6000 Meter pro Sekunde beträgt, ist sie senkrecht zur Faser mit 1000 bis 1600 Metern pro Sekunde verhältnismäßig langsam. Dabei ist die Schallausbreitung in radialer Richtung schneller als in tangentialer Richtung.

### Mechanische Eigenschaften

#### Festigkeiten
Als Festigkeit wird die Grenzspannung bezeichnet, bei der ein Prüfkörper unter Belastung bricht. Es sind je nach Krafteinleitung verschiedenen Festigkeiten definiert. So wird beispielsweise zwischen Zugfestigkeit, Druckfestigkeit, Biegefestigkeit, Scherfestigkeit und Torsionsfestigkeit unterschieden. Die Festigkeit bei Holz ist in Faserrichtung deutlich höher als senkrecht zur Faser. Dabei ist sie tangential geringer als radial. Mit steigender Holzfeuchte und Temperatur nimmt die Festigkeit ab.

#### Elastische Eigenschaften
Die Elastizität ist die Eigenschaft eines Körpers, Verformung durch äußere Kräfte entgegenzuwirken. Die anatomischen Hauptrichtungen haben einen deutlichen Einfluss auf die elastischen Eigenschaften. Aber auch die Holzart hat einen entscheidenden Einfluss. So bestehen zwischen Laub- und Nadelhölzern in Bezug auf Verformungen große Unterschiede. Während Buche sich beispielsweise bei Zugbelastung in tangentialer Richtung am stärksten verformt, tritt bei Fichte die größte Deformation unter einem Belastungswinkel von 45° zu den Hauptachsen auf.